# Copa del Primer Ministre turca de futbol
La Copa del Primer Ministre turca de futbol, també anomenada Copa del Canceller, en turc Başbakanlık Kupası, fou una antiga competició futbolística de Turquia.

## Història
S'inicià el 1944 amb un partit que enfrontava el campió de les lligues amateurs i el de la Milli Küme (aquell any anomenada Maarif Mükafatı). Fou, per tant, en la pràctica, una supercopa. Els anys 1948 i 1949 no es disputà la competició a causa dels Jocs Olímpics de Londres 1948 i dels Jocs del Mediterrani de 1949 a Atenes. La competició es reprengué el 1950 en la que fou la darrera competició de l'època amateur del futbol turc. El futbol professional començà a Istanbul just a continuació.
La primera lliga professional turca es disputà el 1959, però la primera copa no ho feu fins anys més tard. La Başbakanlık Kupası es tornà a disputar el 1966, però el format canvià, essent disputada a partir d'aquest any entre el campió de la segona divisió turca i el campió amateur turc. A partir del 1971 fou disputada pel segon classificat de la primera divisió i pel finalista de la copa. No es disputà entre 1982 i 1984 i deixà de disputar-se definitivament el 1998.

## Historial
- Disputada entre els campions del Campionat turc i la Lliga Nacional

| Temporada | Guanyador     | Resultat      | Perdedor          |
| --------- | ------------- | ------------- | ----------------- |
| 1943/44   | Besiktas JK   | 4-1           | Fenerbahçe SK     |
| 1944/45   | Fenerbahçe SK | 3-2           | Harp Okulu Ankara |
| 1945/46   | Fenerbahçe SK | 4-0           | Gençlerbirligi SK |
| 1946/47   | Besiktas JK   | 4-1           | Ankara Demirspor  |
| 1947/49   | no es disputà | no es disputà | no es disputà     |
| 1949/50   | Fenerbahçe SK | 2-1           | Göztepe AS        |

- Disputada entre el campió de la segona divisió turca i el campió amateur turc

| Temporada | Guanyador          | Resultat | Perdedor           |
| --------- | ------------------ | -------- | ------------------ |
| 1965/66   | Eskisehirspor      | 1-0      | Trabzon Idmanocagi |
| 1966/67   | Mersin Idman Yurdu | 2-0      | Izmir Denizgücü    |
| 1967/68   | Izmir Denizgücü    | 2-0      | Izmirspor          |
| 1968/69   | Ankaragücü         | 3-0      | Trabzon Sebat Gücü |
| 1969/70   | Boluspor           | 8-1      | Ankara Muhafizgücü |

- Disputada entre el segon classificat de la primera divisió i el finalista de la copa

| Temporada | Guanyador      | Resultat      | Perdedor        |
| --------- | -------------- | ------------- | --------------- |
| 1970/71   | Bursaspor      | 1-0           | Fenerbahçe SK   |
| 1971/72   | Eskisehirspor  | 2-0           | Altay SK        |
| 1972/73   | Fenerbahçe SK  | 5-2           | Ankaragücü      |
| 1973/74   | Besiktas JK    | 3-2           | Bursaspor       |
| 1974/75   | Galatasaray SK | 1-0           | Trabzonspor     |
| 1975/76   | Trabzonspor    | 2-2 [5-4 pen] | Fenerbahçe SK   |
| 1976/77   | Besiktas JK    | 2-1           | Fenerbahçe SK   |
| 1977/78   | Trabzonspor    | 2-1           | Adana Demirspor |
| 1978/79   | Galatasaray SK | 1-0           | Altay SK        |
| 1979/80   | Fenerbahçe SK  | 1-0           | Galatasaray SK  |
| 1980/81   | Boluspor       | 3-1           | Adanaspor       |
| 1981/84   | no es disputà  | no es disputà | no es disputà   |
| 1984/85   | Trabzonspor    | 7-2           | Kayserispor     |
| 1985/86   | Galatasaray SK | 8-1           | Altay SK        |
| 1986/87   | Eskisehirspor  | 2-2 [4-2 pen] | Besiktas JK     |
| 1987/88   | Besiktas JK    | 3-2           | Samsunspor      |
| 1988/89   | Fenerbahçe SK  | 3-2           | Galatasaray SK  |
| 1989/90   | Galatasaray SK | 1-0           | Trabzonspor     |
| 1990/91   | Ankaragücü     | 3-1           | Trabzonspor     |
| 1991/92   | Bursaspor      | 3-1           | Fenerbahçe SK   |
| 1992/93   | Fenerbahçe SK  | 1-0           | Trabzonspor     |
| 1993/94   | Trabzonspor    | 4-3           | Fenerbahçe SK   |
| 1994/95   | Galatasaray SK | 1-1 [4-3 pen] | Fenerbahçe SK   |
| 1995/96   | Trabzonspor    | 4-0           | Besiktas JK     |
| 1996/97   | Besiktas JK    | 4-3           | Trabzonspor     |
| 1997/98   | Fenerbahçe SK  | 1-0           | Trabzonspor     |

## Palmarès
| Club               | Títols |
| ------------------ | ------ |
| Fenerbahçe SK      | 8      |
| Beşiktaş JK        | 6      |
| Galatasaray SK     | 5      |
| Trabzonspor        | 5      |
| Eskişehirspor      | 3      |
| Ankaragücü         | 2      |
| Bursaspor          | 2      |
| Boluspor           | 2      |
| Mersin Idman Yurdu | 1      |
| Izmir Denizgücü    | 1      |